# 12979 Evgalvasilʹev
12979 Evgalvasilʹev eller 1978 SB8 är en asteroid i huvudbältet som upptäcktes den 26 september 1978 av den sovjetisk-ryska astronomen Ljudmila Zjuravljova vid Krims astrofysiska observatorium på Krim. Den är uppkallad efter Evgenij Aleksandrovich Vasilʹev.
Asteroiden har en diameter på ungefär 3 kilometer.